# 카미니 카우샬
카미니 카우샬(힌디어: कामिनी कौशल, 영어: Kamini Kaushal, 1924년 2월 24일 ~ )은 인도의 배우이다. 1955년 필름페어상 여우주연상, 2015년 필름페어상 공로상 수상자이다.